# Rhagodes eylandti
Rhagodes eylandti es una especie de arácnido  del orden Solifugae de la familia Rhagodidae.

## Distribución geográfica
Se encuentra en Irán y Turkmenistán.